# Tengaran (Tengaran)
Tengaran is een bestuurslaag in het regentschap Semarang van de provincie Midden-Java, Indonesië. Tengaran telt 4979 inwoners (volkstelling 2010).